# 自動車の電源電圧
自動車の電源電圧とは自動車で使用される電源電圧。

## 概要
フォルクスワーゲン・ビートルの初期型をはじめ、1920 - 1950年代までは、電装品が少なく、バッテリの用途はヘッドライトやウインカー、始動用ぐらいだったので車載バッテリの電圧は6ボルトだった。1950年代後半から電力を使ったパーツ（補機類）が多くなり、12ボルトへの移行が始まり、現在まで50年ほどの間、乗用車の電圧は12ボルトが定着している。近年ではパワーステアリング等に電力が必要とされ、年々、電気化の割合が増えつつある。2000年代初頭には42ボルトの車種が一部で発売された。近年では48ボルトへの高電圧化が模索される。高電圧化する事により、オームの法則により、同じ電力を送電する場合に電流が少なくて済む為、電流値に比例する送電損失を低減可能で、同じ電力量を細いハーネスで送電可能で、同じ出力のオルタネータや電動機を小型化可能なため、金属資源の節約、軽量化、燃費向上に貢献する。

## 高電圧化をめぐる動き
2000年代初頭に42ボルト化が模索されたものの、普及には至らなかった。当時は42ボルトに対応した補機類が不十分だったため、12ボルトに降圧して従来の補機類を使用したので12ボルト系と42ボルト系が混在する結果となり、効果が限定的だった。その後、環境規制の強化とパワーエレクトロニクスとリチウムイオン電池の改良により、欧州を中心として車載電源電圧の高圧化の機運が高まり、2011年にフォルクスワーゲン、ポルシェ、アウディ、ダイムラー、BMWによって48ボルトの電源規格であるLV148が策定された。

## 主な電圧
6ボルト
フォルクスワーゲン・ビートル等、1950年代末まで使用された。
12ボルト
1960年代以降、現在まで一般的に使用される
24ボルト
トラック、バスで使用される
42ボルト
2001年8月に発売されたクラウン マイルド ハイブリッドやマーチe-4WDで採用されたものの、普及には至らなかった。42ボルト車のバッテリ電圧は36ボルトだった。
48ボルト
マイルドハイブリッドへの適用を視野に欧州で進められる。鉛蓄電池を使用する場合のバッテリ電圧は42ボルトとなる。